# Consell Econòmic Palestí per al Desenvolupament i la Reconstrucció
El Consell Econòmic Palestí de Desenvolupament i Reconstrucció (PECDAR) (àrab: المجلس الاقتصادي الفلسطيني للتنمية والإعمار, al-Majlis al-Iqtiṣādī al-Filasṭīnī li-t-Tanmiya wa-l-Iʿmār) és una institució independent creada per l'Organització per a l'Alliberament de Palestina el 1993. Les seves principals responsabilitats són la coordinació amb les comunitats de donants en els projectes de construcció d'infraestructures de l'Autoritat Nacional Palestina, així com la defensa de la política econòmica. Està dirigit per Muhammad Abu Awad i respon davant d'un Consell d'Administració dirigit per Mahmoud Abbas.